# B'z The Best XXV 1999-2012
『B'z The Best XXV 1999-2012』（ビーズ・ザ・ベスト・トゥエンティ・ファイブ・ナインティーン・ナインティ・ナイン・ツー・サウザンド・トゥエルブ）は、日本のロックユニット、B'zのベスト・アルバム。2013年6月12日に『B'z The Best XXV 1988-1998』と2作同時発売された。

## 概要
デビュー25周年を記念してリリースされたベスト・アルバム。厳密にはシングルコレクションであり、公式では「オールシングル・ベストアルバム」と紹介されている。本作は25周年にちなみ、26thシングル『ギリギリchop』から50thシングル『GO FOR IT, BABY -キオクの山脈-』までのシングル25作品のA面曲全曲に、新曲「Q&A」「ユートピア」を加えた合計28曲を収録。新曲2曲を除く既存の曲はリマスタリングされている。初回限定盤には、CDに収録された全シングル曲と「Q&A」のミュージック・ビデオを収録した特典DVDが付属している。そのため、B'z Official YouTube Channelでは、全ミュージック・ビデオの一部の公開が行われている。また、ブックレットには、佐伯明、竹内美保、青木優が書き下ろしたライナーノーツが付属しており、佐伯がB'zおよびアルバムの概要、竹内がアルバム収録曲、青木がミュージック・ビデオのライナーをそれぞれ担当している。
特典として、開局55周年を迎えるテレビ朝日が2013年冬にオープンする新ホール「EX THEATER ROPPONGI」のこけら落としとして、2013年11月30日開催の『B'z Special LIVE at EX THEATER ROPPONGI』の応募抽選カードが封入される。本ライブは、『B'z The Best XXV 1999-2012』との同時購入者の中から抽選で850組1700名が招待される（詳細は『脚注』のリンク先を参照）。

## プロモーション
2013年6月3日から、Yahoo! JAPANで「B'z 25周年記念特集」の公開を開始。タモリやラリー・カールトンなどの著名人からのメッセージ等が掲載されている。
2013年6月8日、ベスト・アルバムの発売を記念して、ニコニコ生放送およびB'z Official YouTube ChannelでB'zの特別番組「B'z 25th Anniversary DIGEST 1988-2013」が配信された。内容は、B'zのデビューからの25年間を貴重映像で振り返ると言うもの。6月9日にニコニコ生放送では再放送され、B'z Official YouTube Channelでは現在も視聴が可能である。
2013年6月14日、テレビ朝日系の音楽番組『ミュージックステーション』に出演し、B'zスペシャルとして放送された。
番組のオフィシャルサイトで「B'zリクエストランキング」と題してB'zに歌ってほしい曲の募集を行い、その結果に基づき新曲「Q&A」、「裸足の女神」、「LOVE PHANTOM」、「ultra soul」の計4曲が披露された。
2013年6月16日、B'z Official YouTube Channelにて「B'z 25th Anniversary YouTube Special Program」の配信を開始した。
音楽評論家の伊藤政則を司会に、B'zとのスペシャルトークを展開した。
また、B'zのGoogle+（期間限定開設）、Facebook、Twitterにてファンから質問を募集し、その質問にB'zが答えるコーナーもあった（アカウントは『外部リンク』を参照）。放送終了後も2013年6月19日に再配信され、現在も視聴が可能である。

## チャート成績
オリコンチャートでは初登場2位を獲得。『B'z The Best XXV 1988-1998』が初登場1位を獲得したため、2013年6月24日付週間ランキング1・2位を独占した。B'zの1・2位独占は、シングル・アルバムを通じて初となった。デビューから24年9ヶ月での1・2位独占は、2012年5月28日付でMr.Childrenが『Mr.Children 2005-2010
<macro>』(1位)、『Mr.Children 2001-2005
<micro>』(2位)で記録した当時の20年1ヶ月を4年8ヶ月更新するキャリア最長記録となった。また、年間チャートでは3位に入った。これにより『名探偵コナン』の楽曲が放送開始18年目にして初の年間TOP3入りを果たした。
また、2013年7月1日付週間ランキングでも2位、『B'z The Best XXV 1988-1998』が1位を獲得したため、2週連続で1・2位を独占した。なお、1997年発売の『SURVIVE』より継続していた連続首位記録は18作で途切れた。

## 収録曲
| 全作詞: 稲葉浩志、全作曲: 松本孝弘。 |                                                |           |            |                                        |      |
| #                                    | タイトル                                       | 作詞      | 作曲・編曲 | 編曲                                   | 時間 |
| 1.                                   | 「ギリギリchop」                               | 稲葉浩志  | 松本孝弘   | 松本孝弘・稲葉浩志                     | 4:00 |
| 2.                                   | 「今夜月の見える丘に」                         | 稲葉浩志  | 松本孝弘   | 松本孝弘・稲葉浩志                     | 4:11 |
| 3.                                   | 「May」                                        | 稲葉浩志  | 松本孝弘   | 松本孝弘・稲葉浩志・大島康祐           | 4:20 |
| 4.                                   | 「juice」                                      | 稲葉浩志  | 松本孝弘   | 松本孝弘・稲葉浩志                     | 3:58 |
| 5.                                   | 「RING」(ストリングスアレンジ:池田大介)        | 稲葉浩志  | 松本孝弘   | 松本孝弘・稲葉浩志                     | 4:02 |
| 6.                                   | 「ultra soul」                                 | 稲葉浩志  | 松本孝弘   | 松本孝弘・稲葉浩志・徳永暁人           | 3:43 |
| 7.                                   | 「GOLD」(ストリングス&ホーンアレンジ:池田大介) | 稲葉浩志  | 松本孝弘   | 松本孝弘・稲葉浩志                     | 5:36 |
| 8.                                   | 「熱き鼓動の果て」                             | 稲葉浩志  | 松本孝弘   | 松本孝弘・稲葉浩志・徳永暁人           | 4:07 |
| 9.                                   | 「IT'S SHOWTIME!!」                            | 稲葉浩志  | 松本孝弘   | 松本孝弘・稲葉浩志・徳永暁人           | 4:00 |
| 10.                                  | 「野性のENERGY」                               | 稲葉浩志  | 松本孝弘   | 松本孝弘・稲葉浩志・徳永暁人           | 4:40 |
| 11.                                  | 「BANZAI」                                     | 稲葉浩志  | 松本孝弘   | 松本孝弘・稲葉浩志・徳永暁人           | 3:51 |
| 12.                                  | 「ARIGATO」                                    | 稲葉浩志  | 松本孝弘   | 松本孝弘・稲葉浩志・徳永暁人           | 5:03 |
| 13.                                  | 「愛のバクダン」                               | 稲葉浩志  | 松本孝弘   | 松本孝弘・稲葉浩志・徳永暁人           | 4:25 |
| 14.                                  | 「OCEAN」                                      | 稲葉浩志  | 松本孝弘   | 松本孝弘・稲葉浩志・徳永暁人・池田大介 | 5:27 |
| 合計時間:                            | 合計時間:                                      | 合計時間: | 61:23      |                                        |      |

| 全作詞: 稲葉浩志、全作曲: 松本孝弘。 |                                    |           |            |                                        |      |
| #                                    | タイトル                           | 作詞      | 作曲・編曲 | 編曲                                   | 時間 |
| 1.                                   | 「衝動」                           | 稲葉浩志  | 松本孝弘   | 松本孝弘・稲葉浩志・徳永暁人           | 3:15 |
| 2.                                   | 「ゆるぎないものひとつ」           | 稲葉浩志  | 松本孝弘   | 松本孝弘・稲葉浩志                     | 4:38 |
| 3.                                   | 「SPLASH!」                        | 稲葉浩志  | 松本孝弘   | 松本孝弘・稲葉浩志・徳永暁人           | 3:35 |
| 4.                                   | 「永遠の翼」                       | 稲葉浩志  | 松本孝弘   | 松本孝弘・稲葉浩志・徳永暁人           | 5:10 |
| 5.                                   | 「SUPER LOVE SONG」                | 稲葉浩志  | 松本孝弘   | 松本孝弘・稲葉浩志・池田大介・寺地秀行 | 4:00 |
| 6.                                   | 「BURN -フメツノフェイス-」        | 稲葉浩志  | 松本孝弘   | 松本孝弘・稲葉浩志・寺地秀行           | 3:51 |
| 7.                                   | 「イチブトゼンブ」                 | 稲葉浩志  | 松本孝弘   | 松本孝弘・稲葉浩志・寺地秀行           | 4:12 |
| 8.                                   | 「DIVE」                           | 稲葉浩志  | 松本孝弘   | 松本孝弘・稲葉浩志・寺地秀行           | 3:18 |
| 9.                                   | 「MY LONELY TOWN」                 | 稲葉浩志  | 松本孝弘   | 松本孝弘・稲葉浩志・寺地秀行           | 3:38 |
| 10.                                  | 「さよなら傷だらけの日々よ」       | 稲葉浩志  | 松本孝弘   | 松本孝弘・稲葉浩志・寺地秀行           | 3:43 |
| 11.                                  | 「Don't Wanna Lie」                | 稲葉浩志  | 松本孝弘   | 松本孝弘・稲葉浩志・寺地秀行           | 4:06 |
| 12.                                  | 「GO FOR IT, BABY -キオクの山脈-」 | 稲葉浩志  | 松本孝弘   | 松本孝弘・稲葉浩志・寺地秀行           | 4:42 |
| 13.                                  | 「Q&A」                            | 稲葉浩志  | 松本孝弘   |                                        | 4:14 |
| 14.                                  | 「ユートピア」                     | 稲葉浩志  | 松本孝弘   |                                        | 4:24 |
| 合計時間:                            | 合計時間:                          | 合計時間: | 56:46      |                                        |      |

| #   | タイトル                           | 作詞 | 作曲・編曲 |
| --- | ---------------------------------- | ---- | ---------- |
| 1.  | 「ギリギリchop」                   |      |            |
| 2.  | 「今夜月の見える丘に」             |      |            |
| 3.  | 「May」                            |      |            |
| 4.  | 「juice」                          |      |            |
| 5.  | 「RING」                           |      |            |
| 6.  | 「ultra soul」                     |      |            |
| 7.  | 「GOLD」                           |      |            |
| 8.  | 「熱き鼓動の果て」                 |      |            |
| 9.  | 「IT'S SHOWTIME!!」                |      |            |
| 10. | 「野性のENERGY」                   |      |            |
| 11. | 「BANZAI」                         |      |            |
| 12. | 「ARIGATO」                        |      |            |
| 13. | 「愛のバクダン」                   |      |            |
| 14. | 「OCEAN」                          |      |            |
| 15. | 「衝動」                           |      |            |
| 16. | 「ゆるぎないものひとつ」           |      |            |
| 17. | 「SPLASH!」                        |      |            |
| 18. | 「永遠の翼」                       |      |            |
| 19. | 「SUPER LOVE SONG」                |      |            |
| 20. | 「BURN -フメツノフェイス-」        |      |            |
| 21. | 「イチブトゼンブ」                 |      |            |
| 22. | 「DIVE」                           |      |            |
| 23. | 「MY LONELY TOWN」                 |      |            |
| 24. | 「さよなら傷だらけの日々よ」       |      |            |
| 25. | 「Don't Wanna Lie」                |      |            |
| 26. | 「GO FOR IT, BABY -キオクの山脈-」 |      |            |
| 27. | 「Q&A」                            |      |            |

## 楽曲解説

### CD

#### DISC 1
1. ギリギリchop
  - 26thシングル。
2. 今夜月の見える丘に
  - 27thシングル。
3. May
  - 28thシングル。
4. juice
  - 29thシングル。
5. RING
  - 30thシングル。
6. ultra soul
  - 31stシングル。
7. GOLD
  - 32ndシングル。
8. 熱き鼓動の果て
  - 33rdシングル。
9. IT'S SHOWTIME!!
  - 34thシングル。
10. 野性のENERGY
  - 35thシングル。
11. BANZAI
  - 36thシングル。
12. ARIGATO
  - 37thシングル。
13. 愛のバクダン
  - 38thシングル。
14. OCEAN
  - 39thシングル。

#### DISC 2
1. 衝動
  - 40thシングル。
2. ゆるぎないものひとつ
  - 41stシングル。
3. SPLASH!
  - 42ndシングル。
4. 永遠の翼
  - 43rdシングル。
5. SUPER LOVE SONG
  - 44thシングル。
6. BURN -フメツノフェイス-
  - 45thシングル。
7. イチブトゼンブ
  - 46thシングル『イチブトゼンブ／DIVE』1st beat。ベスト・アルバム初収録。
8. DIVE
  - 46thシングル『イチブトゼンブ／DIVE』2nd beat。シングルバージョンはアルバム初収録。
9. MY LONELY TOWN
  - 47thシングル。ベスト・アルバム初収録。
10. さよなら傷だらけの日々よ
  - 48thシングル。ベスト・アルバム初収録。
11. Don't Wanna Lie
  - 49thシングル。ベスト・アルバム初収録。
12. GO FOR IT, BABY -キオクの山脈-
  - 50thシングル。アルバム初収録。
13. Q&A
  - 新曲。読売テレビ・日本テレビ系アニメ『名探偵コナン』オープニングテーマのために書き下ろされた楽曲。2013年5月4日放送回から11月9日放送回まで半年間起用された[19]。
  - MVは殺陣によるアクションシーンなど時代劇を思わせる内容となっている。
  - 2013年6月14日放送のテレビ朝日系『ミュージックステーション』で、1曲目に演奏された。
  - 『B'z LIVE-GYM Pleasure 2013 -ENDLESS SUMMER-』ホール公演ではオープニングナンバーを務めたが、ドーム公演からは本編終盤での披露となり、MVと同様のパフォーマンスが披露された。
14. ユートピア
  - 新曲。ミディアムテンポのポップな楽曲で、2013年放送のテレビ朝日系木曜ドラマ『DOCTORS2〜最強の名医〜』のために書き下ろされた楽曲[20]。
  - メンバーは、ドラマの内容を伺いながら制作を進め、ベスト・アルバムに収録される新曲の中でもポップで明るい曲に仕上げたと語っている[20]。また、本ドラマに主演する沢村一樹は本曲について、「『DOCTORS』のいいところは、毎回最後はスカっと終われるところだと思うんです。今回はB'zさんの曲で、さらに爽快感と元気な要素をプラスできることになりました！」、「“ユートピア”というタイトルもドラマにぴったり。誰の心にも〈ユートピア〉というものはあって、人によってそれぞれ違うけれど、みんなが持っている普遍的な価値観だと思うんです。」とコメントしている[20]。
  - 『B'z LIVE-GYM Pleasure 2013 -ENDLESS SUMMER-』では、主に「核心」と日替わりで演奏された。

### DVD（2CD+DVD版のみ）
- 「ユートピア」のMVは制作されているが、CD収録曲の中では唯一収録されていない。
- 「MY LONELY TOWN」以降のシングル曲のMVは各シングルの初回限定盤DVDに既に収録されている。

| #  | 曲名                           | 内容        | 備考                                                                     |
| -- | ------------------------------ | ----------- | ------------------------------------------------------------------------ |
| 1  | ギリギリchop                   | MUSIC VIDEO |                                                                          |
| 2  | 今夜月の見える丘に             | MUSIC VIDEO |                                                                          |
| 3  | May                            | MUSIC VIDEO |                                                                          |
| 4  | juice                          | MUSIC VIDEO | ゲリラライブが行われた際に撮影されたもの。                               |
| 5  | RING                           | MUSIC VIDEO |                                                                          |
| 6  | ultra soul                     | MUSIC VIDEO |                                                                          |
| 7  | GOLD                           | MUSIC VIDEO |                                                                          |
| 8  | 熱き鼓動の果て                 | MUSIC VIDEO |                                                                          |
| 9  | IT'S SHOWTIME!!                | MUSIC VIDEO |                                                                          |
| 10 | 野性のENERGY                   | MUSIC VIDEO |                                                                          |
| 11 | BANZAI                         | MUSIC VIDEO |                                                                          |
| 12 | ARIGATO                        | MUSIC VIDEO |                                                                          |
| 13 | 愛のバクダン                   | MUSIC VIDEO | アコースティック・ギターのパートが、エレクトリック・ギターになっている。 |
| 14 | OCEAN                          | MUSIC VIDEO |                                                                          |
| 15 | 衝動                           | MUSIC VIDEO |                                                                          |
| 16 | ゆるぎないものひとつ           | MUSIC VIDEO | 2番がカットされた、短縮バージョン。                                      |
| 17 | SPLASH!                        | MUSIC VIDEO |                                                                          |
| 18 | 永遠の翼                       | MUSIC VIDEO |                                                                          |
| 19 | SUPER LOVE SONG                | MUSIC VIDEO |                                                                          |
| 20 | BURN -フメツノフェイス-        | MUSIC VIDEO |                                                                          |
| 21 | イチブトゼンブ                 | MUSIC VIDEO |                                                                          |
| 22 | DIVE                           | MUSIC VIDEO |                                                                          |
| 23 | MY LONELY TOWN                 | MUSIC VIDEO |                                                                          |
| 24 | さよなら傷だらけの日々よ       | MUSIC VIDEO |                                                                          |
| 25 | Don't Wanna Lie                | MUSIC VIDEO |                                                                          |
| 26 | GO FOR IT, BABY -キオクの山脈- | MUSIC VIDEO |                                                                          |
| 27 | Q&A                            | MUSIC VIDEO |                                                                          |

## タイアップ
- 読売テレビ・日本テレビ系アニメ『名探偵コナン』オープニングテーマ(2013年5月4日 - 2013年11月9日)(DISC2 #13)
- テレビ朝日系木曜ドラマ『DOCTORS 2〜最強の名医〜』主題歌(DISC2 #14)

## 参加ミュージシャン
- 松本孝弘：ギター・全曲作曲・編曲・コーラス
- 稲葉浩志：ボーカル・全曲作詞・編曲
- 徳永暁人（doa）：編曲・ベース
- 寺地秀行：編曲
- 池田大介：編曲・ストリングスアレンジ・ホーンアレンジ
- 大島康祐：編曲
- バリー・スパークス：ベース
- 寺沢功一：ベース
- 中村“キタロー”幸司：ベース
- バカボン鈴木：ベース
- Fingers：ベース
- ロバート・ディレオ：ベース
- ホアン・アルデレッテ：ベース
- ショーン・ハーリー：ベース
- シェーン・ガラース：ドラム・パーカッション
- 黒瀬蛙一：ドラム
- 山木秀夫：ドラム
- ブライアン・ティッシー：ドラム
- ジョシュ・フリーズ：ドラム
- チャド・スミス：ドラム
- ジェレミー・コルソン：ドラム
- 大田紳一郎（doa）：コーラス
- 小野塚晃：ピアノ・アコースティックピアノ・オルガン
- 増田隆宣：オルガン
- 篠崎Strings：ストリングス
- TAMA STRINGS：ストリングス
- 徳永友美：ストリングス
- 林こずえ：ストリングス
- 杉山麻衣子：ストリングス

## ライブ映像作品
シングル曲については各作品の項目を参照
Q&A
- B'z LIVE-GYM Pleasure 2013 ENDLESS SUMMER -XXV BEST-

ユートピア
- B'z LIVE-GYM Pleasure 2013 ENDLESS SUMMER -XXV BEST-